# Urmeniș (Trotuș)
Il fiume Urmeniș è un affluente del fiume Trotuș in Romania.